# Saint-Fraimbault-de-Prières
Pour les articles homonymes, voir Saint-Fraimbault.
Saint-Fraimbault-de-Prières est une commune française, située dans le département de la Mayenne en région Pays de la Loire, peuplée de 946 habitants.
La commune fait partie de la province historique du Maine, et se situe dans le Bas-Maine dans le pays de Passais.

## Géographie
La commune est au nord du Bas-Maine. Son bourg est à 6,5 km au nord de Mayenne, à 7,5 km au sud-est d'Ambrières-les-Vallées et à 14 km au sud-ouest de Lassay-les-Châteaux.

### Communes limitrophes
| La Haie-Traversaine | Saint-Loup-du-Gast          | Montreuil-Poulay |
| La Haie-Traversaine | Saint-Fraimbault-de-Prières | Champéon         |
| Mayenne             | Aron                        | Aron             |

### Climat
Pour des articles plus généraux, voir Climat des Pays de la Loire et Climat de la Mayenne.
En 2010, le climat de la commune est de type climat océanique altéré, selon une étude du CNRS s'appuyant sur une série de données couvrant la période 1971-2000. En 2020, Météo-France publie une typologie des climats de la France métropolitaine dans laquelle la commune est exposée à un climat océanique et est dans la région climatique  Moyenne vallée de la Loire, caractérisée par une bonne insolation (1 850 h/an) et un été peu pluvieux. 
Pour la période 1971-2000, la température annuelle moyenne est de 10,8 °C, avec une amplitude thermique annuelle de 13,6 °C. Le cumul annuel moyen de précipitations est de 848 mm, avec 13,4 jours de précipitations en janvier et 7,4 jours en juillet. Pour la période 1991-2020, la température moyenne annuelle observée sur la station météorologique de Météo-France la plus proche, sur la commune de Mayenne à 6 km à vol d'oiseau, est de 11,7 °C et le cumul annuel moyen de précipitations est de 849,9 mm,. Pour l'avenir, les paramètres climatiques de la commune estimés pour 2050 selon différents scénarios d'émission de gaz à effet de serre sont consultables sur un site dédié publié par Météo-France en novembre 2022.

## Urbanisme

### Typologie
Au 1er janvier 2024, Saint-Fraimbault-de-Prières est catégorisée commune rurale à habitat dispersé, selon la nouvelle grille communale de densité à sept niveaux définie par l'Insee en 2022.
Elle est située hors unité urbaine. Par ailleurs la commune fait partie de l'aire d'attraction de Mayenne, dont elle est une commune de la couronne,. Cette aire, qui regroupe 27 communes, est catégorisée dans les aires de moins de 50 000 habitants,.

### Occupation des sols
L'occupation des sols de la commune, telle qu'elle ressort de la base de données européenne d’occupation biophysique des sols Corine Land Cover (CLC), est marquée par l'importance des territoires agricoles (87,7 % en 2018), en diminution par rapport à 1990 (89,8 %). La répartition détaillée en 2018 est la suivante : 
prairies (57,8 %), terres arables (23,6 %), zones agricoles hétérogènes (6,3 %), mines, décharges et chantiers (6 %), zones urbanisées (2,3 %), eaux continentales (2,1 %), forêts (1,9 %). L'évolution de l’occupation des sols de la commune et de ses infrastructures peut être observée sur les différentes représentations cartographiques du territoire : la carte de Cassini (XVIIIe siècle), la carte d'état-major (1820-1866) et les cartes ou photos aériennes de l'IGN pour la période actuelle (1950 à aujourd'hui).

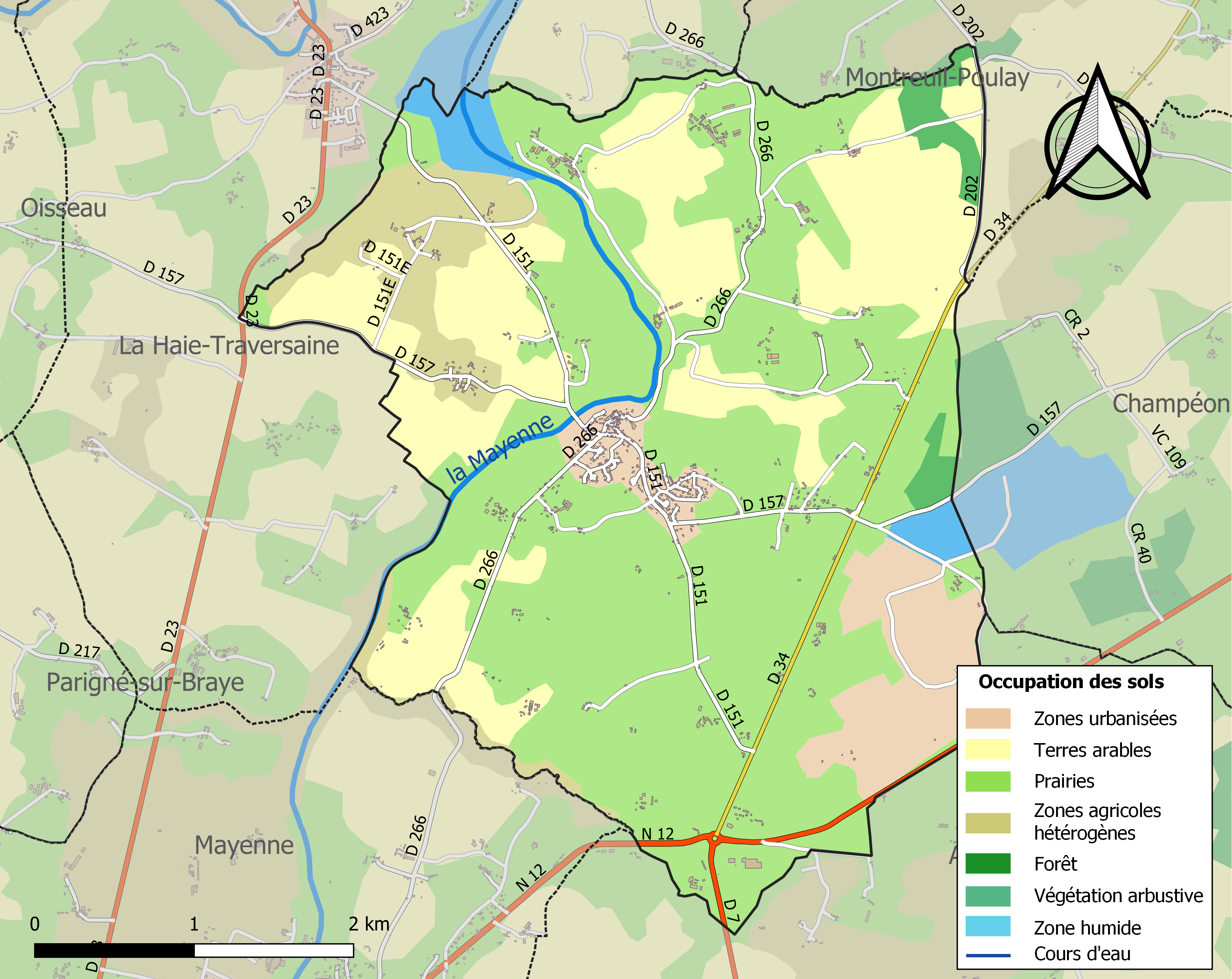
Carte des infrastructures et de l'occupation des sols de la commune en 2018 (CLC).

## Toponymie
Le nom de la localité est attesté sous la forme cellam Sancti Frambaldi au IXe siècle,.
La paroisse était dédiée à Fraimbault de Lassay  évangélisateur du Maine au VIe siècle qui aurait pu servir de prototype à la figure du Lancelot (voir son étymologie) et qui a habité ce lieu, auquel étaient consacrés des pèlerinages ce qui justifie le mot prières.
Le gentilé est Frambaldéen.

## Histoire

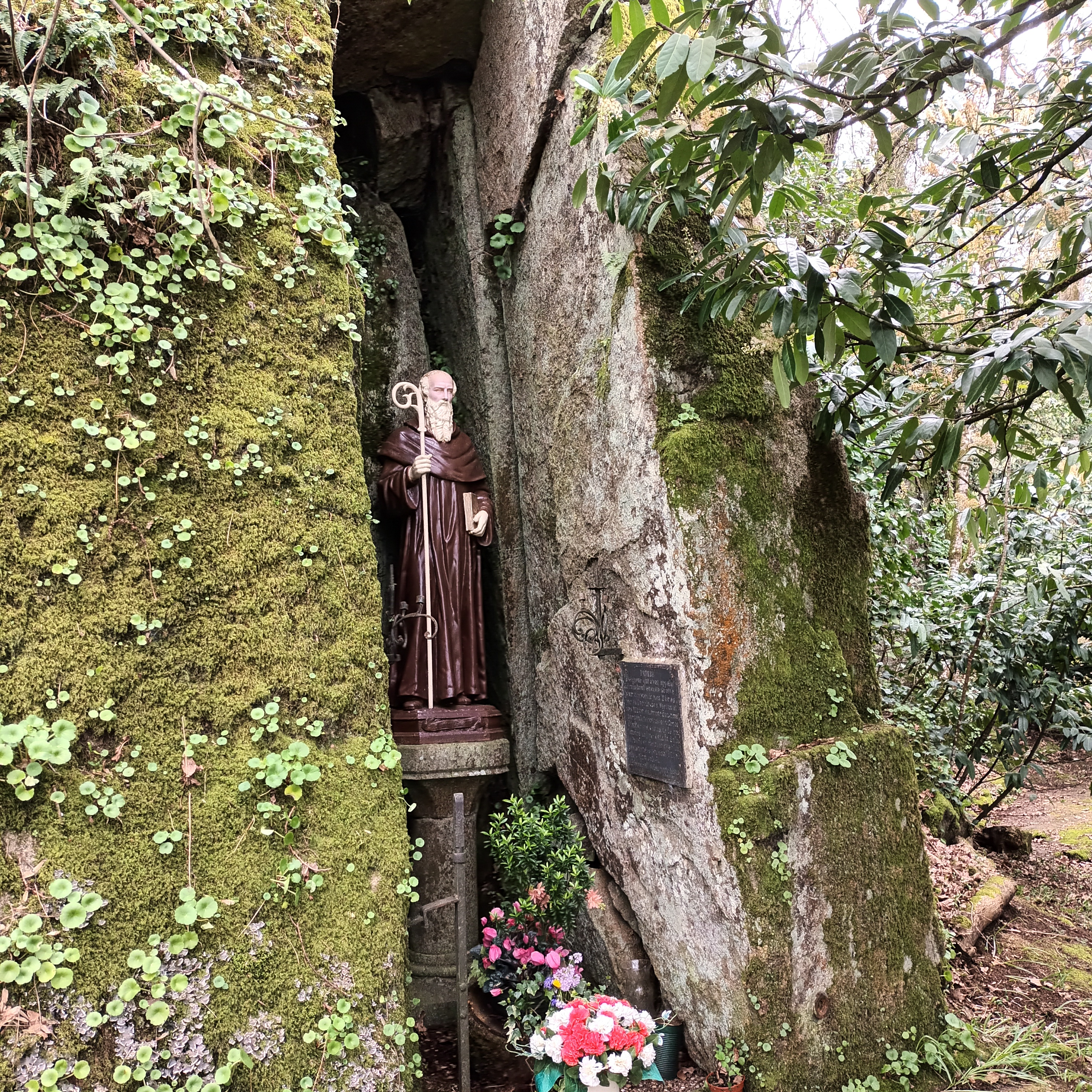
La grotte du saint.

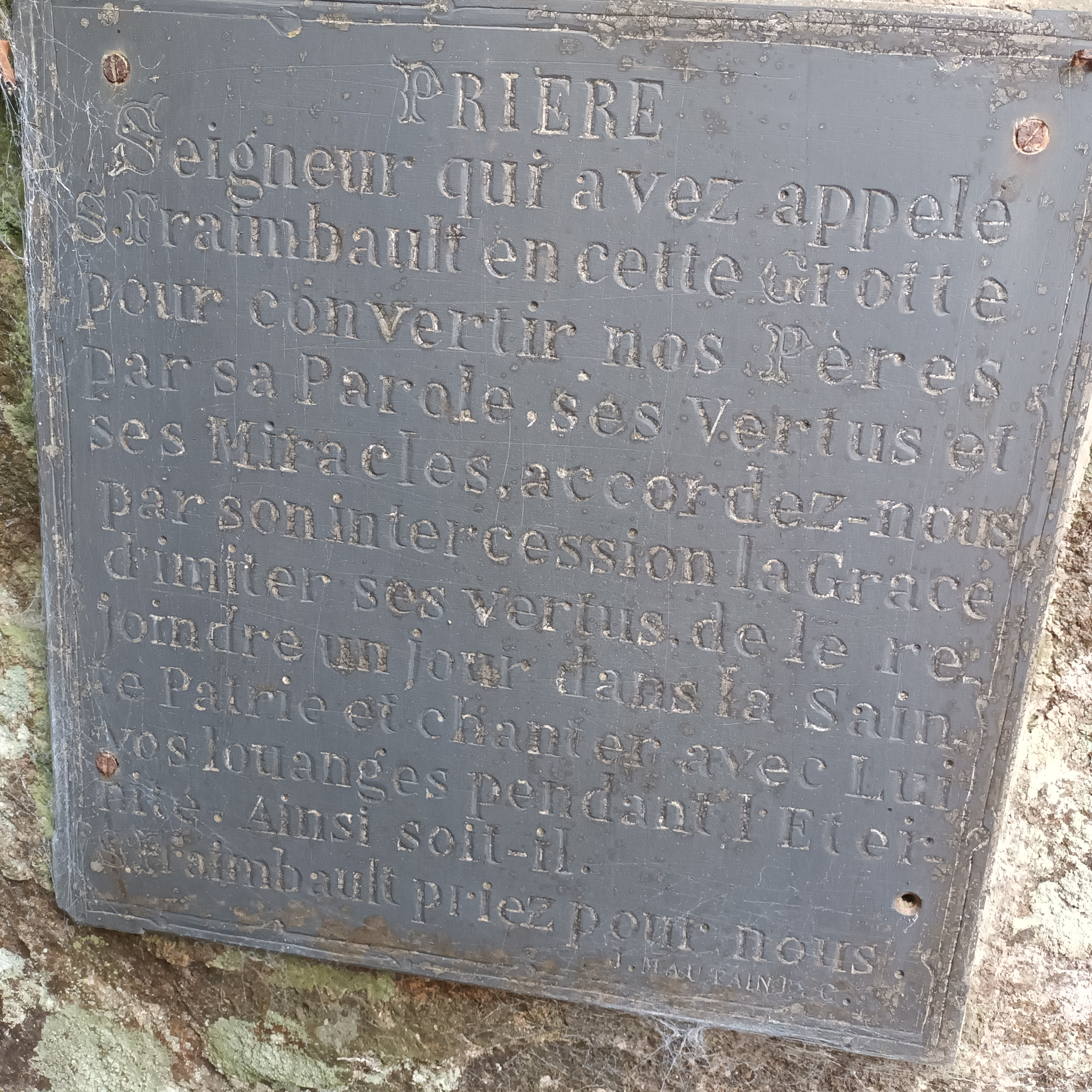
Prière de la grotte

Le culte de saint Fraimbault s'est développé autour d'une grotte au bord de la Mayenne où il a vécu un temps.

## Héraldique
| Blason de Saint-Fraimbault-de-Prières | Blason  | De gueules, à une croix d’argent, frettée de sable, cantonnée en 1 et 4 d’un lion couronné d’or, et en 2 et 3 d’une main senestre appaumée du second. |
| Blason de Saint-Fraimbault-de-Prières | Détails | Le gueules avec la croix frettée sont la reprise des armes du seigneur de l’Ile du Gast qui possédait le territoire de la commune. La reprise intégrale du blason de famille étant interdite pour les communes, il suffit d’en emprunter un ou plusieurs éléments. Le lion reprend les armes de la famille de Montéclerc qui était seigneur au château de Coulonges. La remarque concernant l’emprunt du blason seigneurial est valable ici aussi. Les mains appaumées symbolisent l’acte de prière, rejoignant ainsi le déterminant du nom de la commune. Ici elles sont senestres et non dextres pour ne pas être confondues avec les mains qui figurent sur les armes de la famille Potier de Gesvres qui possédait plusieurs fiefs non loin de la commune. Les ornements sont deux deux gerbes de blé d’or, mises en sautoir par la pointe et liées de gueules afin d’honorer l’activité agricole. Le listel d'argent porte le nom de la commune en lettres majuscules de sable. La couronne de tours dit que l’écu est celui d’une commune ; elle n’a rien à voir avec des fortifications Le statut officiel du blason reste à déterminer. |

## Politique et administration

### Administration municipale
| Période                                  | Période  | Identité       | Étiquette      | Qualité                          |
| ---------------------------------------- | -------- | -------------- | -------------- | -------------------------------- |
| 1984                                     | mai 2020 | Hubert Moll    | UDF puis MoDem | Directeur d'établissement social |
| mai 2020                                 | En cours | Thierry Moutel | SE             | Comptable                        |
| Les données manquantes sont à compléter. |          |                |                |                                  |

Le conseil municipal est composé de quinze membres dont le maire et quatre adjoints.

## Population et société

### Démographie
L'évolution du nombre d'habitants est connue à travers les recensements de la population effectués dans la commune depuis 1793. Pour les communes de moins de 10 000 habitants, une enquête de recensement portant sur toute la population est réalisée tous les cinq ans, les populations de référence des années intermédiaires étant quant à elles estimées par interpolation ou extrapolation. Pour la commune, le premier recensement exhaustif entrant dans le cadre du nouveau dispositif a été réalisé en 2007.
En 2022, la commune comptait 946 habitants, en évolution de −5,49 % par rapport à 2016 (Mayenne : −0,73 %, France hors Mayotte : +2,11 %).
Saint-Fraimbault-de-Prières a compté jusqu'à 1 230 habitants en 1836.
| 1793 | 1800 | 1806  | 1821  | 1831  | 1836  | 1841  | 1846  | 1851  |
| ---- | ---- | ----- | ----- | ----- | ----- | ----- | ----- | ----- |
| 908  | 866  | 1 036 | 1 029 | 1 111 | 1 230 | 1 075 | 1 093 | 1 063 |

| 1856  | 1861  | 1866  | 1872  | 1876  | 1881  | 1886  | 1891  | 1896  |
| ----- | ----- | ----- | ----- | ----- | ----- | ----- | ----- | ----- |
| 1 133 | 1 222 | 1 196 | 1 088 | 1 137 | 1 095 | 1 052 | 1 060 | 1 059 |

| 1901  | 1906 | 1911 | 1921 | 1926 | 1931 | 1936 | 1946 | 1954 |
| ----- | ---- | ---- | ---- | ---- | ---- | ---- | ---- | ---- |
| 1 001 | 986  | 968  | 956  | 936  | 994  | 947  | 847  | 812  |

| 1962 | 1968 | 1975 | 1982 | 1990 | 1999 | 2006 | 2007 | 2012  |
| ---- | ---- | ---- | ---- | ---- | ---- | ---- | ---- | ----- |
| 641  | 659  | 643  | 706  | 750  | 904  | 972  | 982  | 1 024 |

| 2017  | 2022 | - | - | - | - | - | - | - |
| ----- | ---- | - | - | - | - | - | - | - |
| 1 001 | 946  | - | - | - | - | - | - | - |

## Lieux et monuments

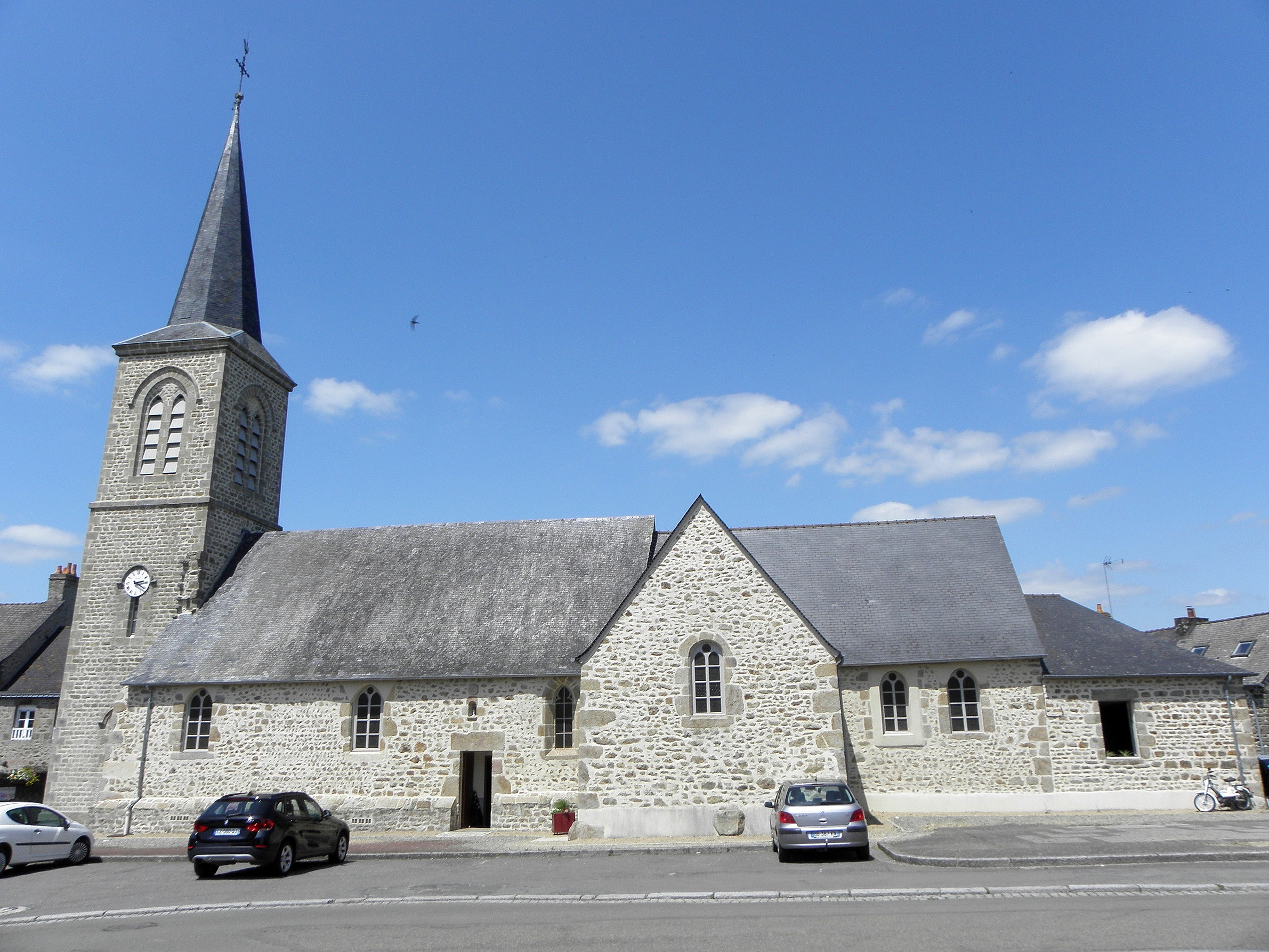
L'église paroissiale Saint-Fraimbault.

- Église Saint-Fraimbault, abritant quatre statues du XVIe siècle en bois de saint Fraimbault, saint Michel, saint Jean-Baptiste et saint Sébastien classées à titre d'objets aux Monuments historiques[26]. Elle présente parmi les pierres d'angles gauches de la façade une pierre tombale vraisemblablement, en réemploi, portant calice et trefle, attributs de Lancelot du Lac.
- Barrage de Saint-Fraimbault-de-Prières.
- Ancien château de l'Isle-du-Gast, qui fut occupée par la communauté religieuse de Saint-Georges-de-L'Isle avant de devenir une maison de retraite. Une chapelle jouxte le bâtiment.
- Château de Coulonges.
- Grotte de Saint-Fraimbault.

## Activité, label, manifestations

### Sports
L'Association jeunesse sportive frambaldéenne fait évoluer deux équipes de football en divisions de district.

### Label
La commune est un village fleuri (une fleur) au concours des villes et villages fleuris.

### Manifestations
La Frambaldéenne, randonnée pédestre créée en 1984 et organisée annuellement en mai.

## Jumelage et partenariats
- 1993 :  Sielenbach (arrondissement d'Aichach-Friedberg, Bavière).

## Personnalités liées à la commune
- Saint Fraimbault (vers 500 - 570), ermite, s'est retiré dans une grotte sur la rive gauche de la Mayenne, à proximité du village de Saint-Fraimbault-de-Prières.
- Benjamin de L'Isle-du-Gast (1675-1739), évêque de Limoges.
- Clément Durand, syndicaliste, a été instituteur à Saint-Fraimbault-de-Prières.